# (236683) Hujingyao
(236683) Hujingyao est un astéroïde de la ceinture principale.

## Description
(236683) Hujingyao est un astéroïde de la ceinture principale. Il fut découvert le 28 août 2006 à l'observatoire de Lulin (Taïwan) par Ye Quan-Zhi et Chi-Sheng Lin. Il présente une orbite caractérisée par un demi-grand axe de 2,76 UA, une excentricité de 0,26 et une inclinaison de 8,1° par rapport à l'écliptique.

## Compléments